# Our Lady of Sorrows
«Our Lady of Sorrows» (en español, “Nuestra Señora de los Dolores”) es la quinta pista del álbum I brought you my bullets, you brought me your love de la banda My Chemical Romance. En el demo original de la banda, esta canción fue titulada “Bring more knives” (Trae más cuchillos).
Para la canción, Gerard Way se inspiró en una monja católica que tuvo en el colegio.

## Significado
Esta canción trata sobre la amistad y la voluntad para hacer cualquier cosa por los amigos. También habla de cómo hacer una pausa a tus amigos puede ayudarte a conseguir todo y a superar cualquier dificultad. Habla de cómo muchas personas no saben que tienen muy buenos amigos a su lado pero ellos no se dan cuenta: «Levántate y párate firme, no les dejes ver tu espalda, y toma mi maldita mano y nunca tengas miedo de nuevo» («Stand up fucking tall, don't let them see your back, and take my fucking hand and never be afraid again»).